# Giraltovce
Giraltovce (maďarsky Girált, rusínsky Ґіралтівцї, Giraltivcji) jsou město na severovýchodním Slovensku, v Prešovském kraji. Žije zde přibližně 4 000 obyvatel.

## Poloha
Město se nachází na levém břehu řeky Topľa, v Ondavské vrchovině, cca 23 km od Svidníku a cca 28 km od Prešova.

## Historie
První písemná zmínka o městě je z roku 1383.

## Galerie

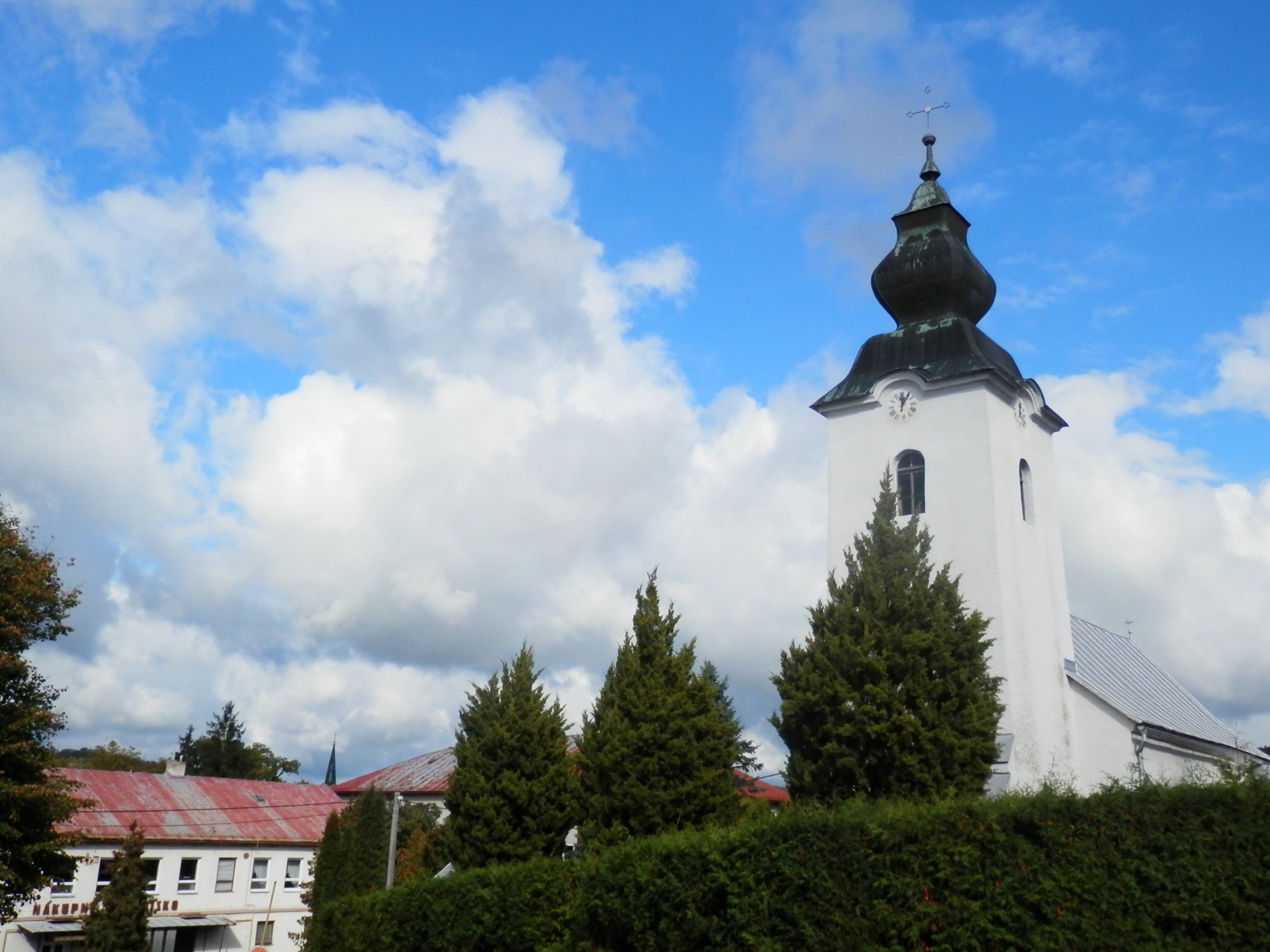
Evangelický kostel z konce 18. století
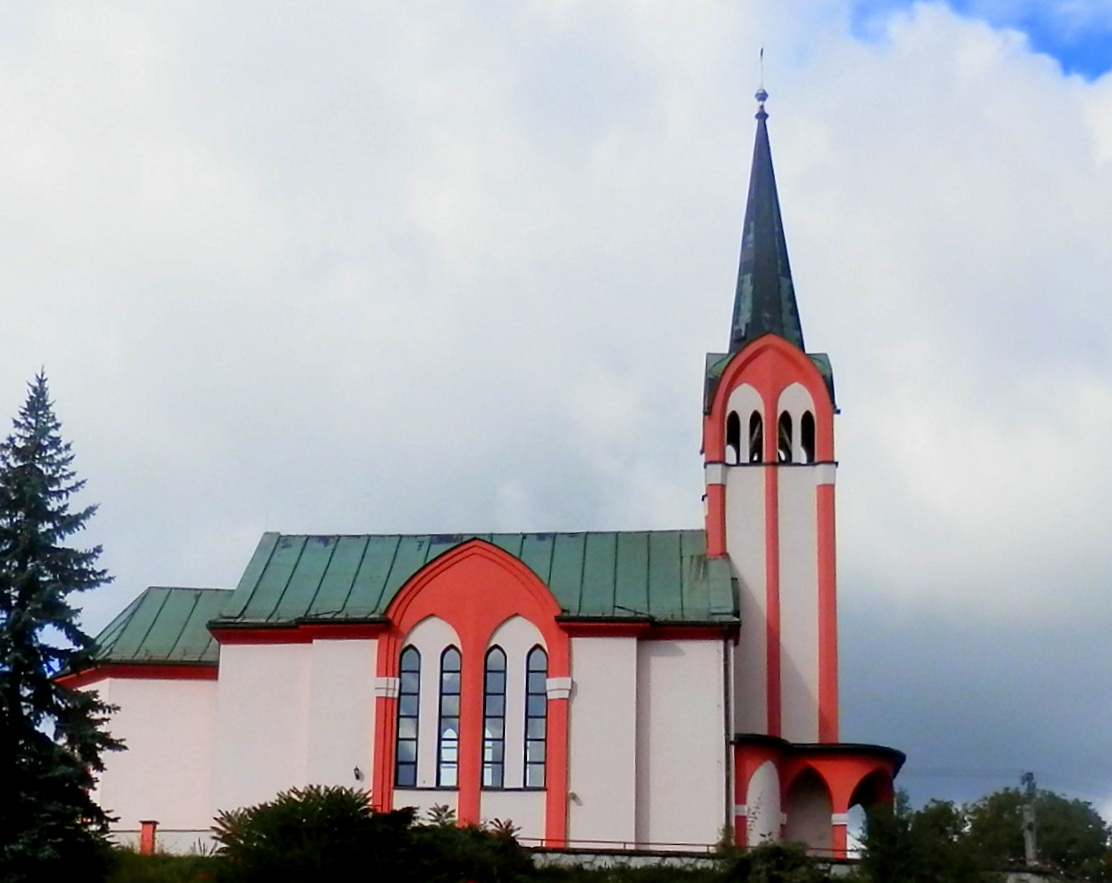
Kostel sv. Cyrila a Metoděje z první poloviny 20. století
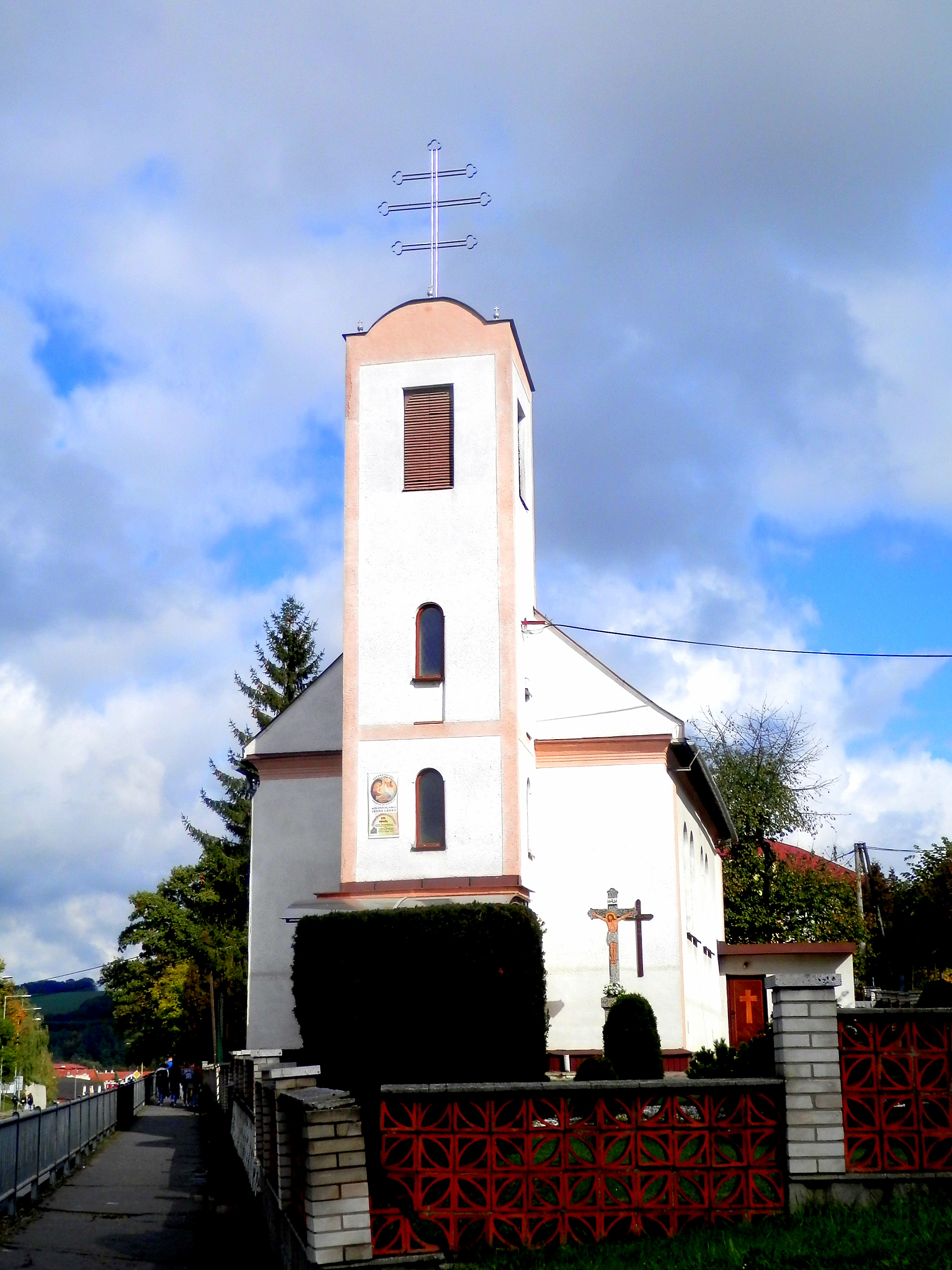
Řeckokatolický chrám Matky ustavičné pomoci z první poloviny 20. století
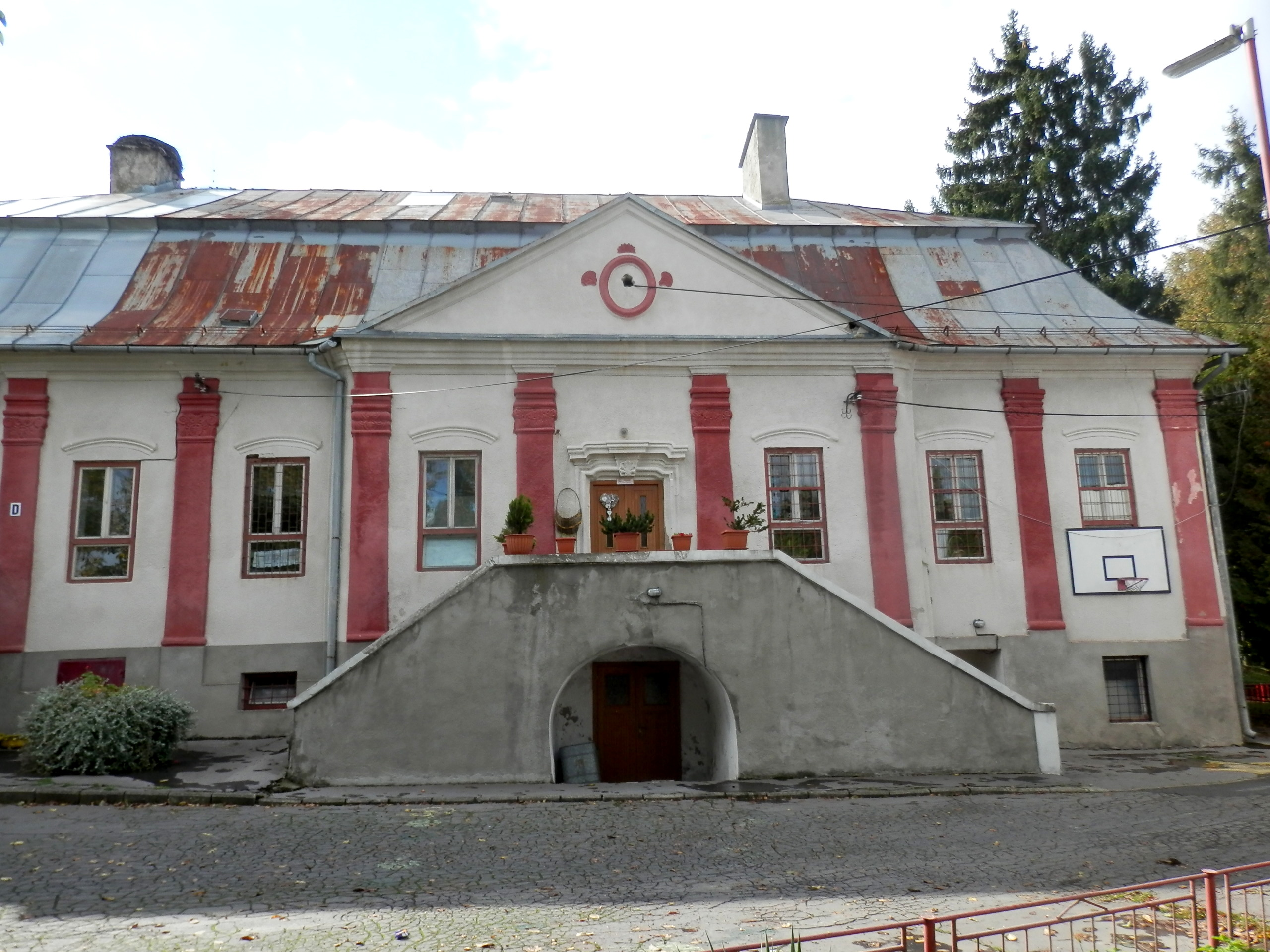
Kaštel rodiny Bánó
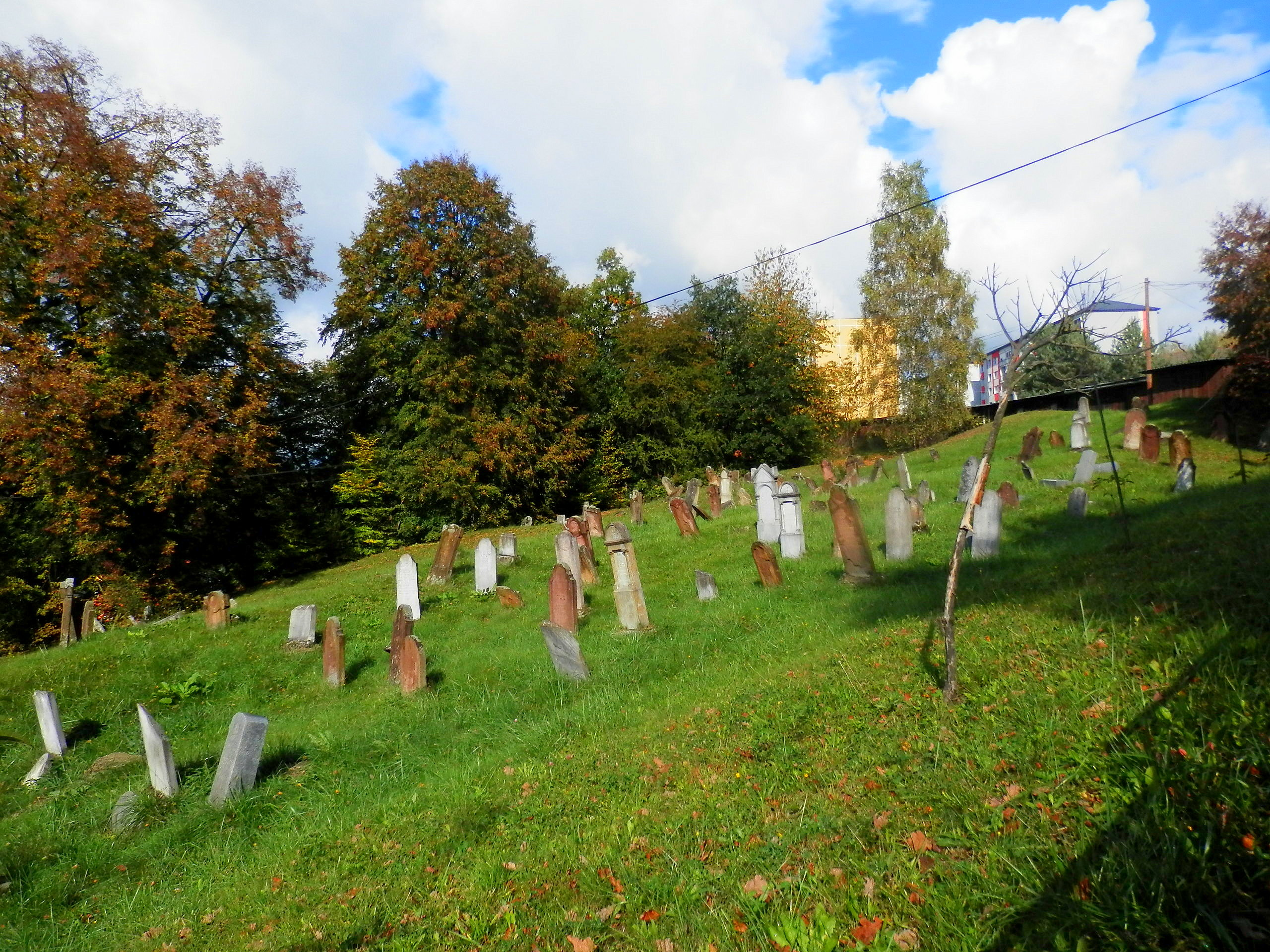
Židovský hřbitov
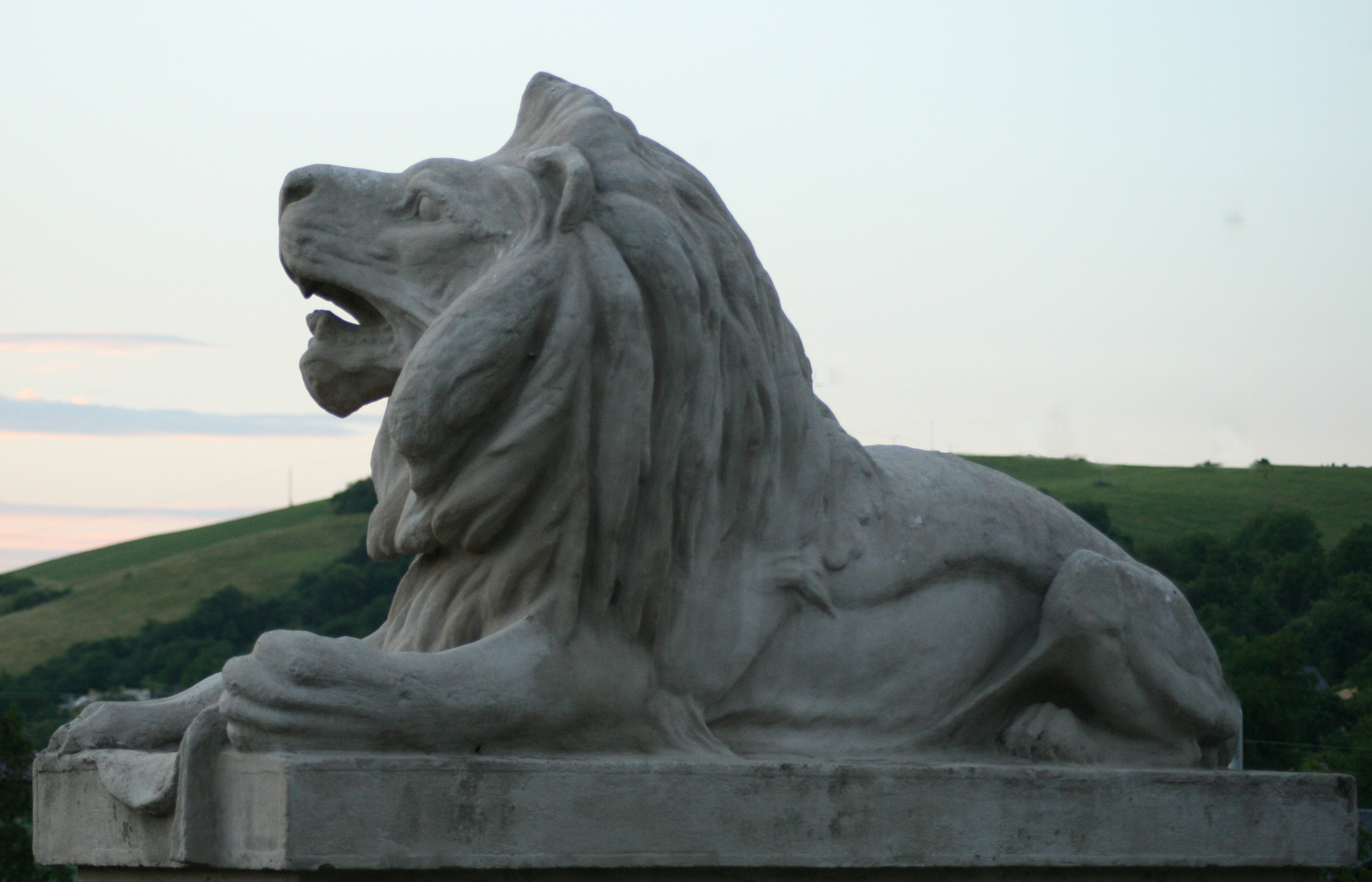
Válečný pomník z roku 1916
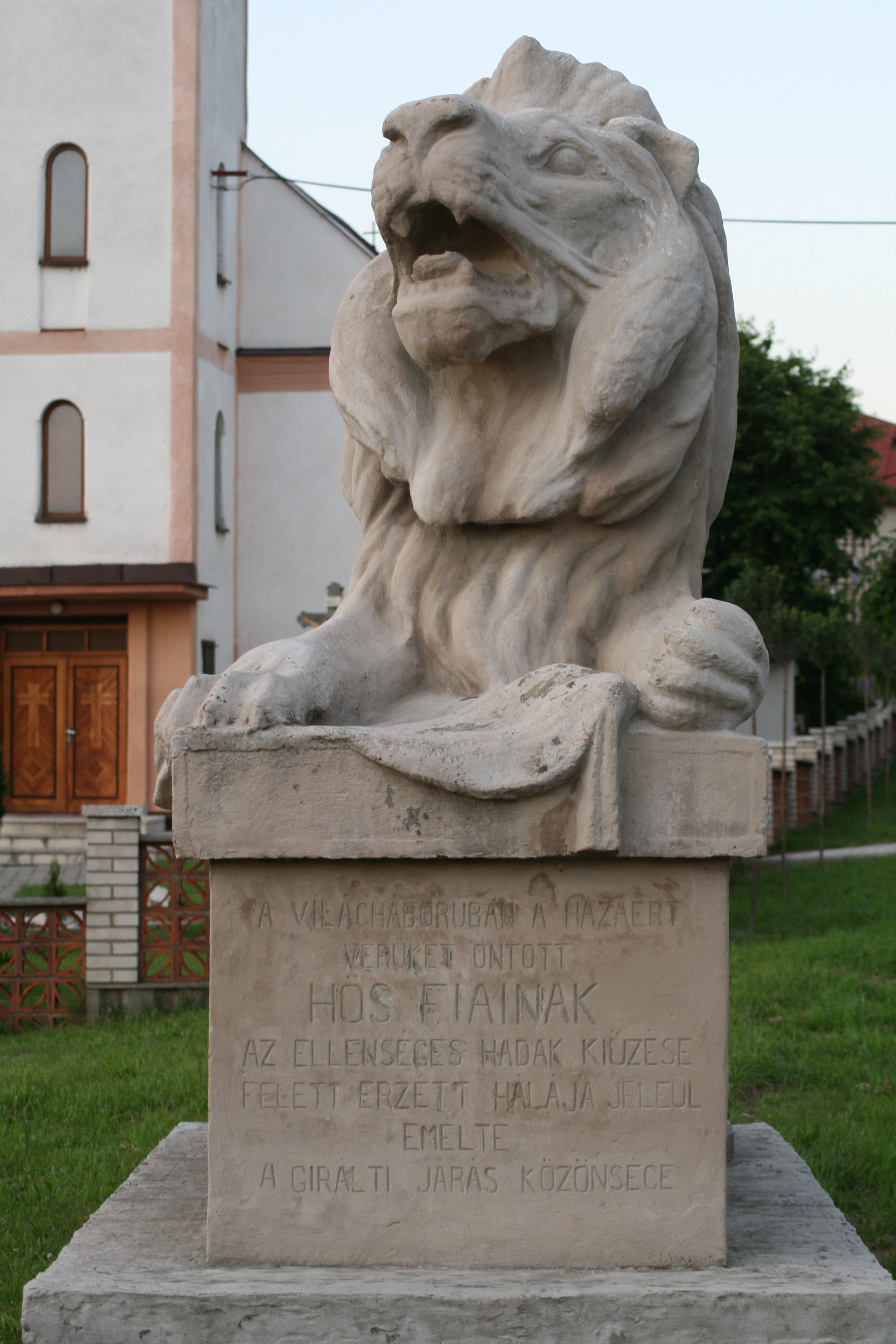
Detail válečného pomníku z roku 1916
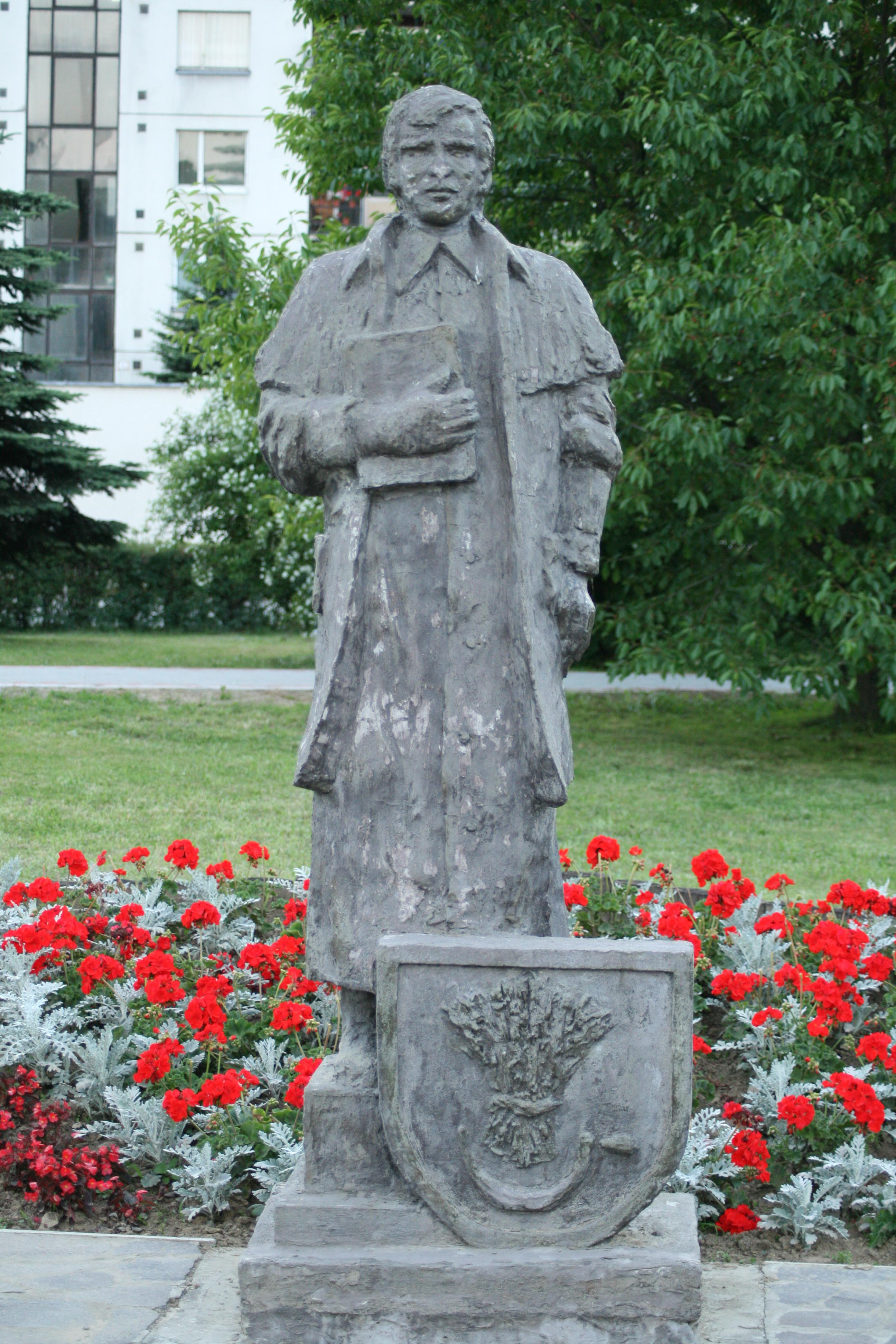
Socha Adama Hlovíka
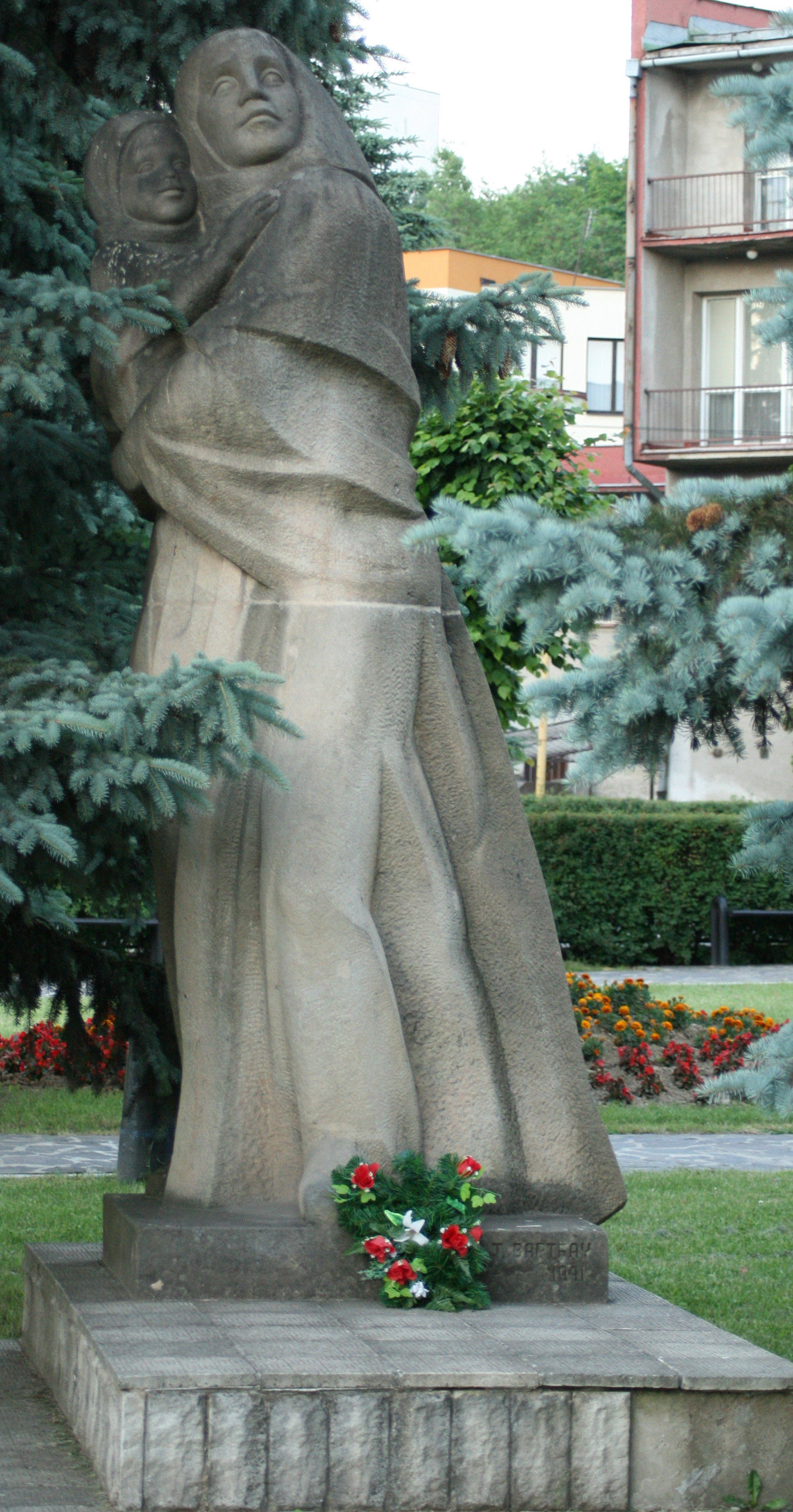
Socha: Matka s dítětem (1991). Autor sochy: Tibor Bártfay
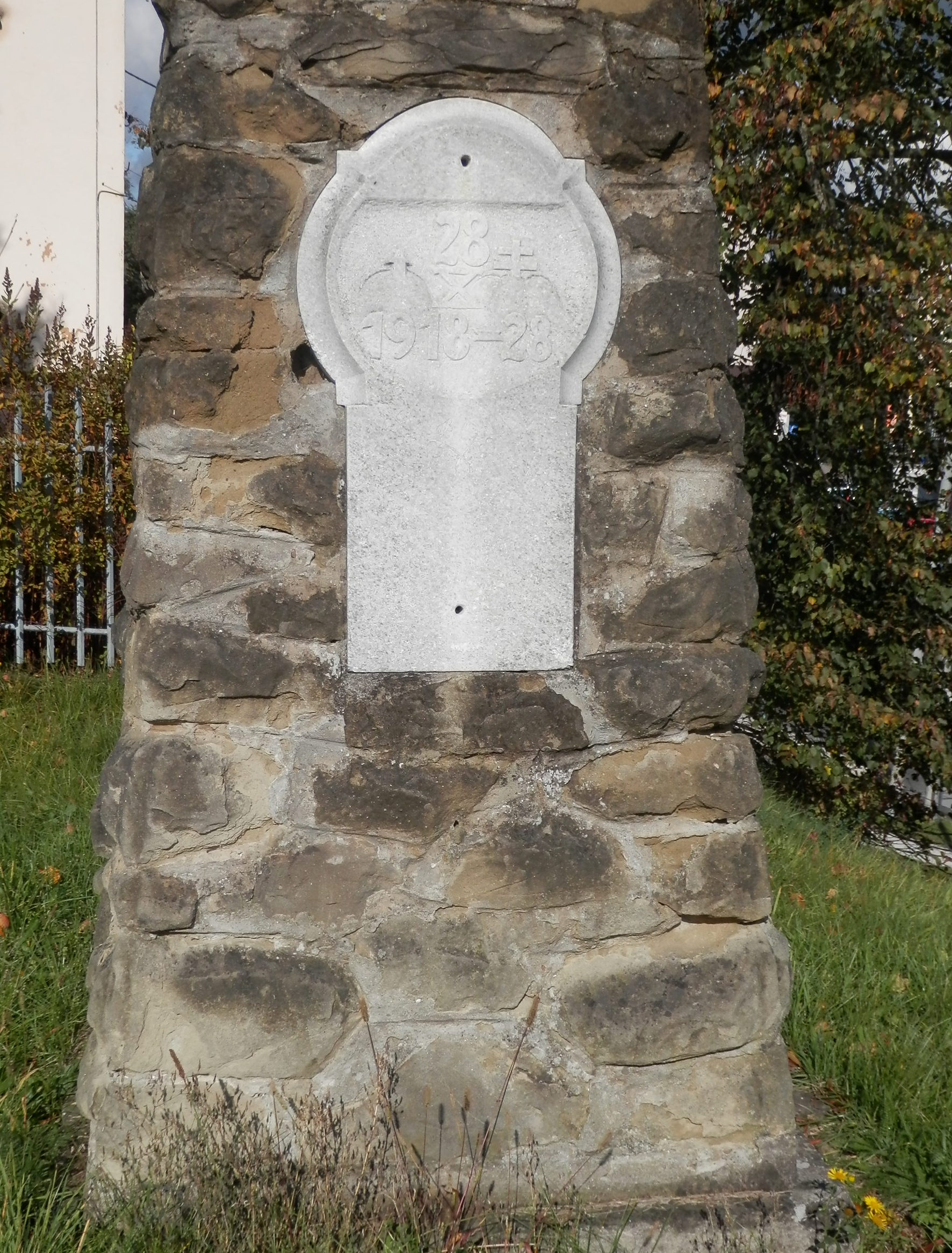
Památník vzniku Československa